# Tommaso Rossi
Tommaso Rossi (ur. 25 sierpnia 1927 w Cardeto, zm. 28 czerwca 2012 w Reggio di Calabria) – włoski polityk i samorządowiec, od 1985 do 1989 poseł do Parlamentu Europejskiego.

## Życiorys
Urodził się w ubogiej rodzinie jako syn żołnierza marynarki. Podczas II wojny światowej walczył jako ochotnik we Włoskim Korpusie Wyzwoleńczym. W 1944 zaangażował się w działalność polityczną w ramach Włoskiej Partii Komunistycznej. W latach 50. kilkakrotnie był aresztowany, m.in. podczas protestów przeciw wizycie Dwighta Eisenhowera. Był sekretarzem PCI w prowincjach Reggio Calabria i Catanzaro, a następnie w regionie Kalabria. Od 1968 do 1984 zasiadał w komitecie centralnym partii; kierował także związkiem zawodowym rolników.
W 1964 wybrano go radnym w Reggio di Calabria. Od 1970 do 1985 zasiadał w radzie regionu Kalabria, w której był wiceprzewodniczącym i liderem frakcji. W 1984 bez powodzenia kandydował do Parlamentu Europejskiego, mandat uzyskał 12 stycznia 1985 w miejsce Alfredo Reichlina. Przystąpił do Grupy Sojuszu Komunistycznego, należał do Komisji ds. Rolnictwa, Rybołówstwa i Rozwoju Wsi oraz Delegacji ds. stosunków z Maltą. Po rozwiązaniu PCI działał w Demokratycznej Partia Lewicy, a następnie w Demokratach Lewicy.
W 2011 został honorowym członkiem organizacji partyzanckiej Associazione Nazionale Partigiani d'Italia w Reggio di Calabria. Zmarł rok później po krótkiej chorobie.